# Dzień Obrońców i Obrończyń Ukrainy
Dzień Obrońców i Obrończyń Ukrainy (ukr. День захисників і захисниць України) – ukraińskie święto państwowe obchodzone 1 października w celu upamiętnienia odwagi i bohaterstwa obrońców niepodległości i integralności Ukrainy. Jego pierwsze obchody odbyły się w 2015 roku, do 2023 roku obchodzono je 14 października.
Święto zostało ustanowione dekretem № 806/2014 prezydenta Petro Poroszenki w miejsce zlikwidowanego postradzieckiego Dnia Obrońcy Ojczyzny świętowanego w byłych republikach ZSRR. Pierwsze obchody odbyły się w 2015 r. Święto pierwotnie nosiło nazwę „Dzień Obrońcy Ukrainy”, jednak w 2021 r. nazwa została zmodyfikowana przez Radę Najwyższą Ukrainy do obecnej formy uwzględniającej feminatyw.
Dzień Obrońców i Obrończyń Ukrainy pokrywał się z obchodzonym na Ukrainie 1/14 października prawosławnym świętem Pokrowa oraz Dniem Ukraińskiego Kozactwa. 14 października został też wybrany przez ukraińskich nacjonalistów na symboliczną datę założenia UPA.